# Pourouma mollis
Pourouma mollis är en nässelväxtart. Pourouma mollis ingår i släktet Pourouma och familjen nässelväxter.

## Underarter
Arten delas in i följande underarter:
- P. m. mollis
- P. m. triloba